# Faerie Tale Theatre
Farie Tale Theatre tradus în limba română prin Teatrul poveștilor fermecate sau Teatrul de povești, uneori doar  Faerie Tale  al Shelley Duvall, este un program de teatru pentru televiziune și se adresează vorbitorilor de limbă engleză în special copiilor. În fiecare episod se spune o poveste clasică de bună calitate. Povestitoarea se prezintă în fiecare episod și este Shelley Duvall. Tot aceasta este și producătoarea întregului program de povești și joacă în câteva episoade alături de alți actori de renume.
Continuarea acestei serii de teatru TV se numește Legende și Cozi Înalte al Shelley Duvall și prezintă povești populare americane. Aceste programe se inspiră din programul de teatru al lui Shirley Temple intitulat simplu Cartea de Povești.

## Introducere
Pentru această serie și pentru cea de-a II-a se implică mai mulți actori pentru diverse roluri precum dar și diverși regizori. La turnare s-au folosit și efecte speciale, inclusiv apelarea la ecranul albastu.
TEATRUL POVEȘTILOR FERMECATE a rulat începând cu anul 1982 pe canalul de televiziune Showtime, mai târziu pe canalul Disney Channel și pe canalul TV-Cultura din Portugalia.

## De unde și cum a luat naștere
Încă de când juca rolul personajului Olive Oyl în filmul de lung metraj Popeye Marinarul, Shelley Duvall citește povestea Roasca-Broasca. Aducând acest lucru în discuție cu partenerul de platou Robin Williams, acesta îi oferă sprijinul său și experiența sa de actor și face un rol hilar în eroul principal. Pentru această producție înființează compania 'Platypus Production' și poartă negocieri cu compania Showtime pentru producția unei serii în continuarea programului pilot. Compania acceptă acest episod și astfel ia naștere seria intitulată TEATRUL POVEȘTILOR FERMECATE al Shelley Duvall. Robin Williams face un rol hilar în acest episod pilot (piesă de teatru) și astfel se deschide viitorul unui noi program TV. Acest program de teatru se intitulează  Prințesa Roasca-Broasca.

## Lansări Home Video. VHS și DVD
Teatrul poveștilor magice a fost lansat pe piața VHS începând cu sfârșitul anilor 1980 iar sfârșitul seriei după anul 1990. A fost distribuit de: Playhouse Video, CBS/Fox, Razz Ma Tazz Entertainment, Cabin Fever Entertainment.
'Starmaker II' fiind deținător al licenței în perioada 2004 to 2006 a lansat colecția pe DVD, totalizând un număr de 26 episoade pe tot atâtea discuri, drepturi care expiră la data de 07/24/2006.
Deținătorul drepturilor Koch Vision eliberează companiei britanice '3DD Entertainment' licențele de punere pe piață (mai puțin pe continentul Nord-American) a unei noi ediții în Noiembrie/2006.

## Editare
Seria distribuită sub licența Starmaker II și Koch Vision, are următoarele scene care nu au fost incluse în pachet:
- Familia Auraș și cei trei ursuleți: Tatăl Urs și mama Ursoaică repară scaunul lui Auraș cel Mic; scena este scurtată.
- Fluierul fermecat: Monologul șoricelului lui Julius Caesar; scena este scurtată.
- Croitorașul cel viteaz și Rumpelstiltskin: Fata lui Morar cântând în pădure; scena este scoasă.

Motivele acestor editări sunt necunoscute.

## Episoade
Sub regia d-nei Shelley Duvall, programul ne captivează modern și delicat atenția la fiecare poveste în parte, apropiind privitorul de scenografia de teatru. Toate episoadele prezintă răsturnări de situație spectaculos de improvizate și aparent neregizate, fiind în acest fel adaptări. În fiecare episod observăm elemente specifice de basm decupate din cărți de basme și așezate într-o scenografie de vis, sub semnătura lui Maxfield Parrish (Prințul broască), Norman Rockwell (Familia Auraș și cei trei ursuleți), Arthur Rackham (Hansel și Gretel), Jennie Harbour (Jack și vrejul de fasole), Edmund Dulac (Privighetoarea), Gustav Klimt (Raspunțel), N.C. Wyeth (Croitorașul cel viteaz și Rumpelstiltskin), Kay Nielsen (Frumoasa adormită) și George Cruikshank (Degețica).
| #  | cod de producție | prima emisie       | titlu                                           | regizor              | roluri principale |
| -- | ---------------- | ------------------ | ----------------------------------------------- | -------------------- | --- |
| 1  | 101              | 11/septembrie/1982 | Prințesa Roasca-Broasca                         | Eric Idle            | Robin Williams, Teri Garr, Rene Auberjonois și Michael Richards                                                                     |
| 2  | 102              | 16/octombrie/1982  | Croitorașul cel viteaz și Rumpelstiltskin       |                      | Ned Beatty, Shelley Duvall, Paul Doolez și Hervé Villechaize                                                                        |
| 3  | 201              | 5/februarie/1983   | Raspunțel                                       | Roddy McDowell       | Jeff Bridges, Shelley Duvall și Gena Rowlands                                                                                       |
| 4  | 202              | 10/mai/1983        | Privighetoarea                                  |                      | Mick Jagger, Barbara Hershey, Bud Cort, Mako, Edward James Olmos and, și în roluri mai mici Anjelica Huston și Jerry Hall           |
| 5  | 203              | 7/iulie/1983       | Frumoasa adormită                               |                      | Bernadette Peters, Christopher Reeve, Beverly D'Angelo, Carol Kane, George Dzundza, Sally Kellerman, Rene Auberjonois și Ron Rifkin |
| 6  | 204              | 8/septembrie/1983  | Jack și vrejul de fasole                        |                      | Dennis Christopher, Elliot Gould, Jean Stapleton, Katherine Helmond și Mark Blankfield                                              |
| 7  | 205              | 10/noiembrie/1983  | Scufița roșie                                   |                      | Mary Steenburgen, Malcolm McDowell și Diane Ladd                                                                                    |
| 8  | 206              | 5/decembrie/1983   | Hansel și Gretel                                |                      | Ricky Schroder, Bridgette Andersen, Joan Collins și Paul Dooley                                                                     |
| 9  | 301              | 9/ianuarie/1984    | Familia Auraș și cei trei ursuleți              | Tatum O'Neal         | Tatum O'Neal, Hoyt Axton, John Lithgow, Carole King și Alex Karras                                                                  |
| 10 | 302              | 16/aprilie/1984    | Prințesa și bobul de mazăre                     |                      | Liza Minnelli, Tom Conti și Beatrice Straight                                                                                       |
| 11 | 303              | 14/mai/1984        | Pinochio                                        |                      | Paul Reubens, James Coburn, Carl Reiner, Lainie Kazan, Jim Belushi, Michael Richards și Vincent Schiavelli                          |
| 12 | 304              | 11/iunie/1984      | Tom degețel                                     |                      | Carrie Fisher, William Katt, Burgess Meredith și Conchata Ferrell                                                                   |
| 13 | 305              | 16/iulie/1984      | Albă ca zăpada și cei 7 pitici                  |                      | Vincent Price, Vanessa Redgrave, Elizabeth McGovern, Nancy Allen și Rex Smith                                                       |
| 14 | 306              | 13/august/1984     | Frumoasa și Bestia                              |                      | Susan Sarandon, Klaus Kinski și Anjelica Huston                                                                                     |
| 15 | 307              | 17/septembrie/1984 | Băiatul care a plecat în lume vede că este greu | Vincent Price        | Peter MacNicol, Christopher Lee, Frank Zappa și David Warner                                                                        |
| 16 | 401              | 12/februarie/1985  | Povestea celor trei porcușori                   |                      | Billy Crystal, Jeff Goldblum, Valerie Perrine, Doris Roberts, Fred Willard și Stephen Furst                                         |
| 17 | 402              | 11/martie/1985     | Crăiasă zăpezilor                               |                      | Liza Minnelli, Tom Conti și Beatrice Straight                                                                                       |
| 18 | 403              | 5/aprilie/1985     | Fluierul fermecat                               | Eric Idle            | Eric Idle |
| 19 | 404              | 14/august/1985     | Cenușăreasa                                     | Jane Alden           | Jennifer Beals, Matthew Broderick, Jean Stapleton, Eve Arden, Edie McClurg și Jane Alden                                            |
| 20 | 405              | 22/octombrie/1985  | Hainele cele noi ale împăratului                |                      | Liza Minnelli, Tom Conti și Beatrice Straight                                                                                       |
| 21 | 406              | 11/martie/1985     | Alladin și lampa fermecată                      | Tim Burton           | Robert Carradine, James Earl Jones, Leonard Nimoy și Valerie Bertinelli                                                             |
| 22 | 501              | 11/martie/1985     | Prințesa fără zâmbet                            | William Daniels      | Ellen Barkin, Howie Mandel, Howard Hesseman, Domino Coppola și Barrie Ingham                                                        |
| 23 | 502              | 23/martie/1987     | Rip Van Winkle                                  | Francis Ford Coppola | Harry Dean Stanton, Talia Shire, Roy Dotrice, Ed Begley Junior, Christopher Penn și Tim Conway                                      |
| 24 | 503              | 6/aprilie/1987     | Mica sirenă                                     |                      | Pam Dawber, Treat Williams, Helen Mirren, Karen Black, Brian Dennehy, Laraine Newman și Donna McKechnie                             |
| 25 | 504              | 6/aprilie/1987     | Dansul prințeselor                              |                      | Lesley Ann Warren, Peter Weller și Roy Dotrice                                                                                      |
| 26 | 504              |                    | Cele mai frumoase momente ale Teatrului Magic   |                      | |